# Gare de Hamamatsuchō
La gare de Hamamatsuchō (浜松町駅, Hamamatsuchō-eki) est une gare ferroviaire de la ville de Tokyo au Japon. Elle est située dans l'arrondissement de Minato, dans le quartier de Hamamatsuchō. La gare est desservie par les lignes de la JR East et du Monorail de Tokyo.

## Situation ferroviaire
La gare de Hamamatsuchō est située au point kilométrique (PK) 30,8 de ligne Yamanote et au PK 33,4 de la ligne Keihin-Tōhoku. Elle marque le début du monorail de Tokyo.

## Histoire
La gare a été inaugurée le 16 décembre 1909. La station du monorail de Tokyo ouvre le 17 septembre 1964.

## Services aux voyageurs

### Accès et accueil
La gare dispose d'un bâtiment voyageurs, avec guichet, ouvert tous les jours. Le terminal du monorail se trouve au dessus des voies JR.

### Desserte

#### JR East
- Ligne Keihin-Tōhoku :
  - voie 1 : direction Tokyo et Ōmiya
  - voie 4 : direction Shinagawa et Yokohama

- Ligne Yamanote :
  - voie 2 : direction Tokyo et Ueno
  - voie 3 : direction Shinagawa

#### Monorail
- Monorail de Tokyo : direction Aéroport de Haneda - terminal 2

### Intermodalité
La station de métro Daimon (lignes Asakusa et Ōedo) se trouve à proximité de la gare.

## Curiosité
Sur le quai 3-4 se trouve une réplique du Manneken-Pis qui est régulièrement déguisée, comme c'est de tradition pour l'original.

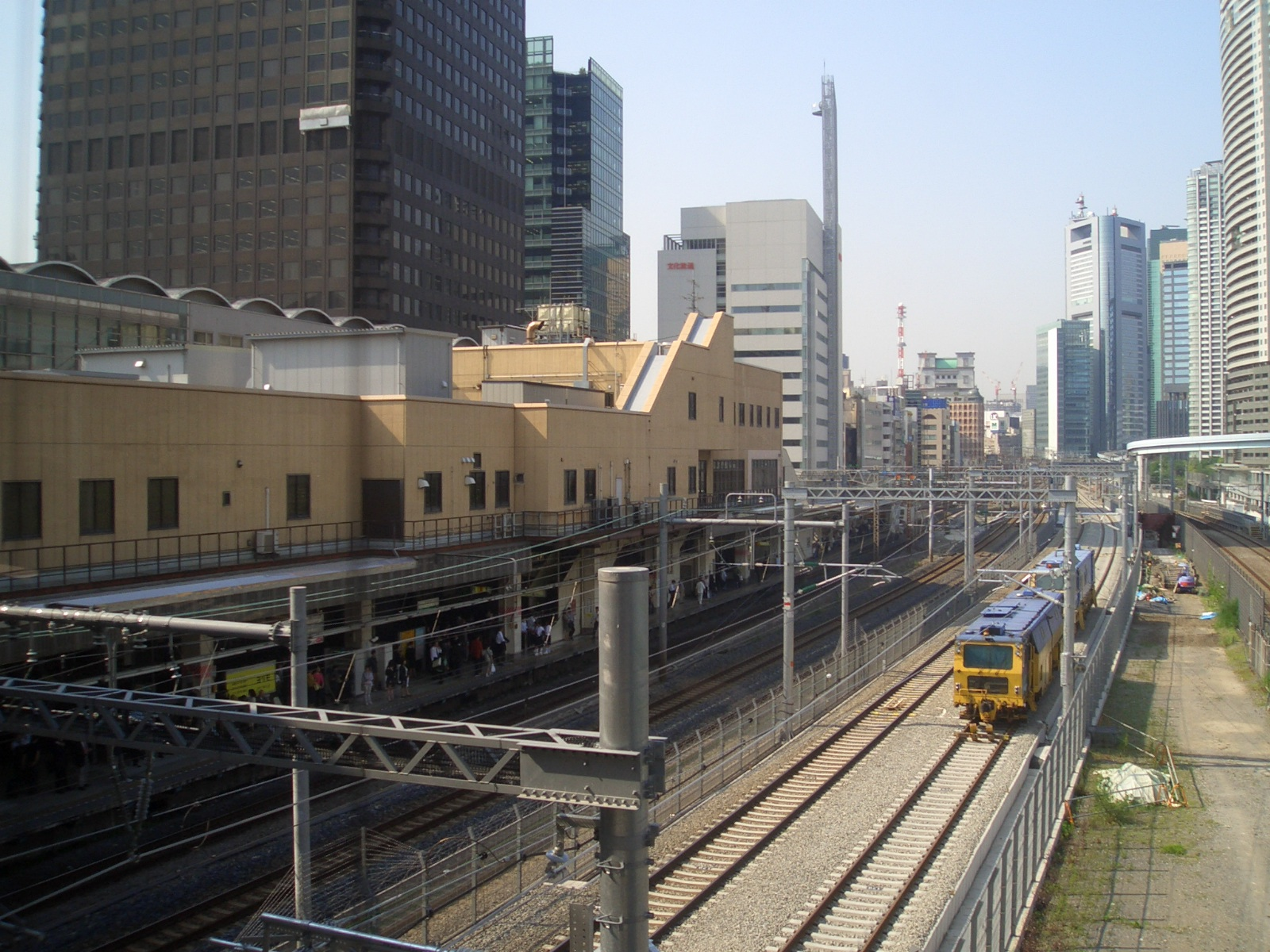
Vue de la gare
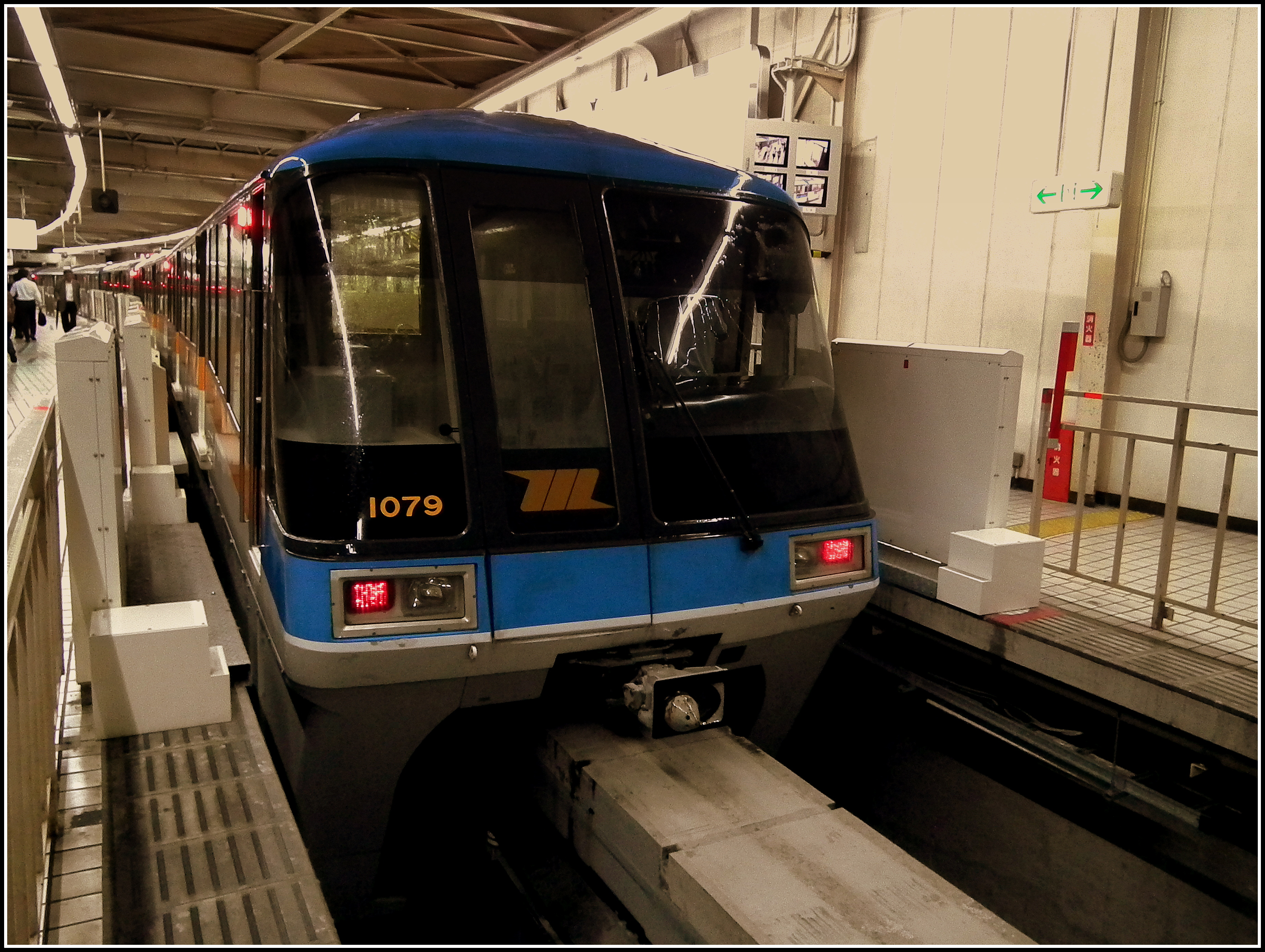
Terminus du monorail de Tokyo
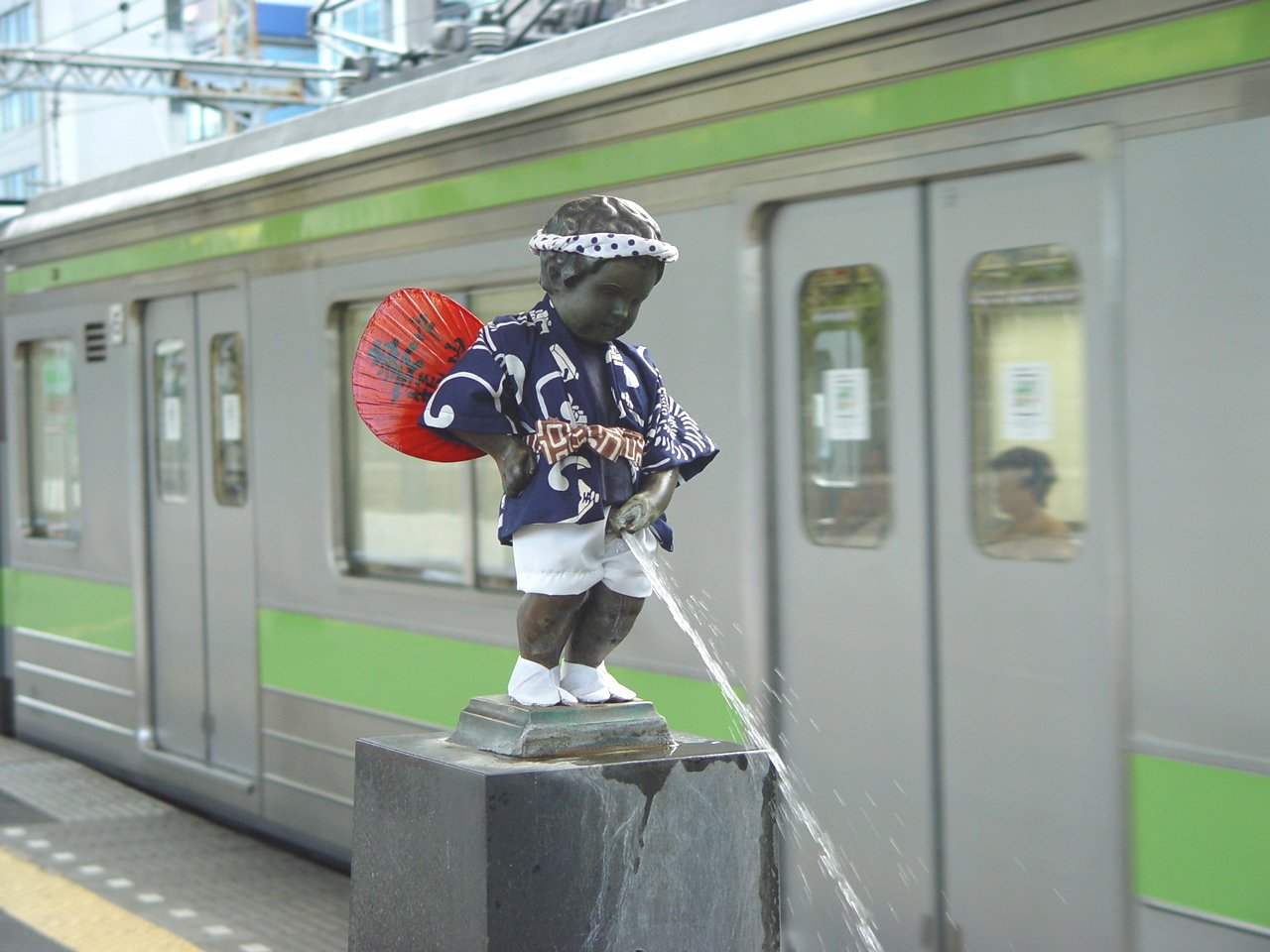
Le Manneken-Pis de la gare de Hamamatsuchō